# Catharsius capucinus
Catharsius capucinus är en skalbaggsart som beskrevs av Fabricius 1781. Catharsius capucinus ingår i släktet Catharsius och familjen bladhorningar. Inga underarter finns listade.